# 蘿絲·哈維
蘿絲·哈維（英語：Rose Harvey，1992年8月25日—）是一名英國女子田徑運動員。2023年，她成為英國史上第五快的女子馬拉松選手。

## 早年生活
2003年至2010年間，哈維就讀於伍斯特國王學校。

## 運動生涯
哈維於2015年搬到倫敦，並加入Clapham Chasers跑步俱樂部。在COVID-19大流行期間被裁員之前，她受聘為企業律師。她最初開始接受半程鐵人賽訓練，但後來專注於跑步，並於2021年4月在柴郡馬拉松跑出2時31分14秒的成績。
2021年10月，她在倫敦馬拉松跑出2時29分45秒，接著在2022年2月的塞維利亞馬拉松跑出2時27分17秒的成績。她在2022年俄勒岡州尤金舉辦的世界田徑錦標賽中首次參加大型錦標賽。2022年10月，她以2時27分58秒的成績完成倫敦馬拉松，成為最快的英國女子選手。
2023年10月，哈維在芝加哥馬拉松跑出2時23分21秒的新個人最佳成績，獲得第九名。這個成績也達到即將舉行的奧運會的資格標準，並讓她成為英國馬拉松史上第五快的女選手。2024年4月26日，她獲英國田徑協會選為2024年夏季奧林匹克運動會選手，儘管她在比賽中遭遇股骨疲勞性骨折，但仍以2時51分03秒的成績獲得第78名。